# ナビラ・ルミリ
ナビラ・ルミリ（アラビア語: نبيلة الرميلي、1974年6月5日 - ）はモロッコの女性医師、政治家。カサブランカ市長。保健・社会保障大臣などを務めた。

## 来歴
カサブランカ出身。ハッサン2世カサブランカ大学医科薬学部を卒業。2002年から2005年までローザンヌの病院の救急医となり、2006年から2010年までカサブランカ・アンファ地区自治体の主任医師を務めた。
2021年9月20日にカサブランカ市長に選出された。同年10月7日にアジズ・アハヌッシュ内閣で保健・社会保障大臣を兼ねた。同年10月14日に退任。

## 人物・主張
- 女性の育成は、社会民主主義国家の構築するための法改正の中核をなすものであるとしている。また、交通機関による女性の安全確保の重要性を強調している[2]。